# Đớp ruồi mày trắng
Ficedula hyperythra là một loài chim trong họ Muscicapidae.

## Hình ảnh

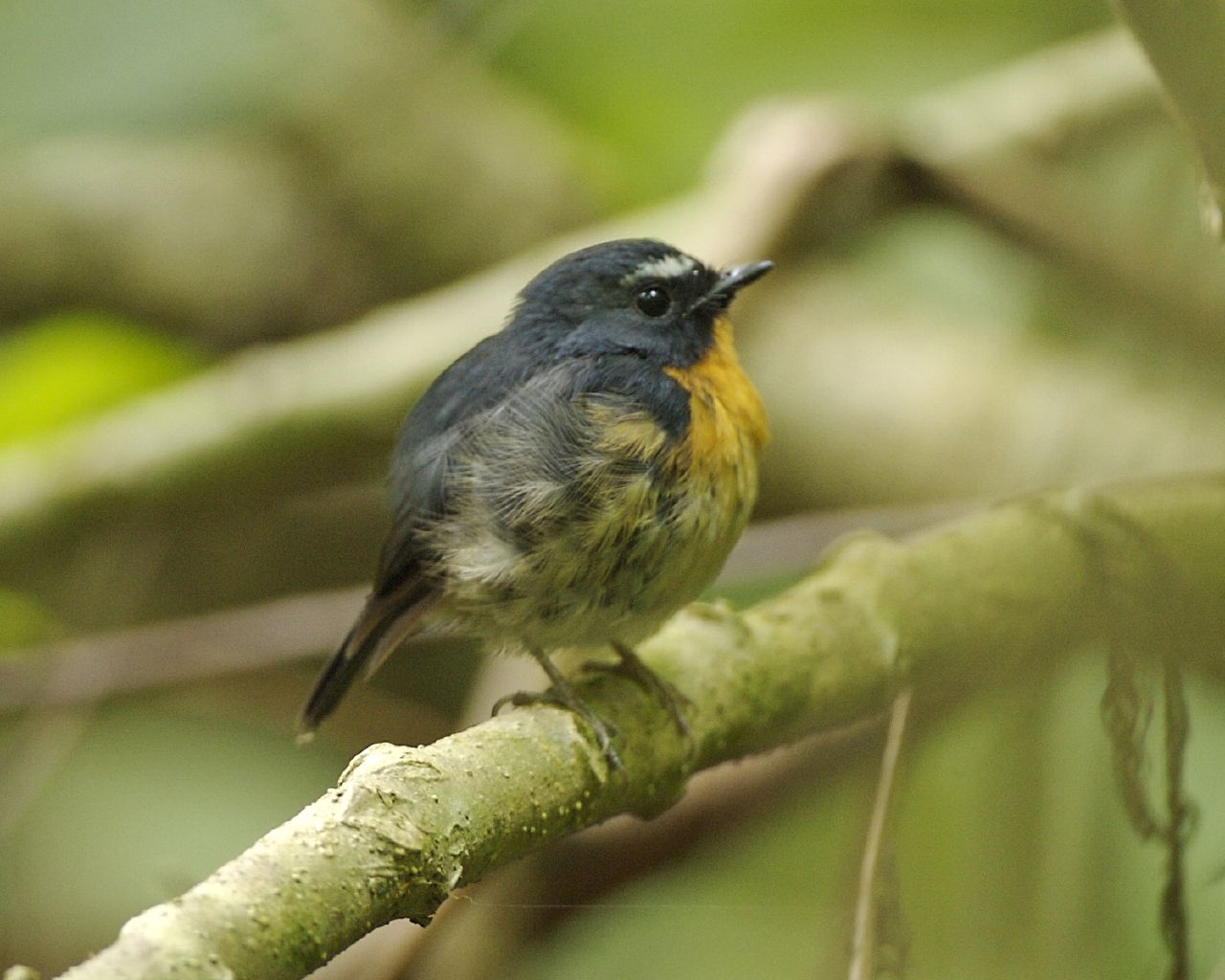
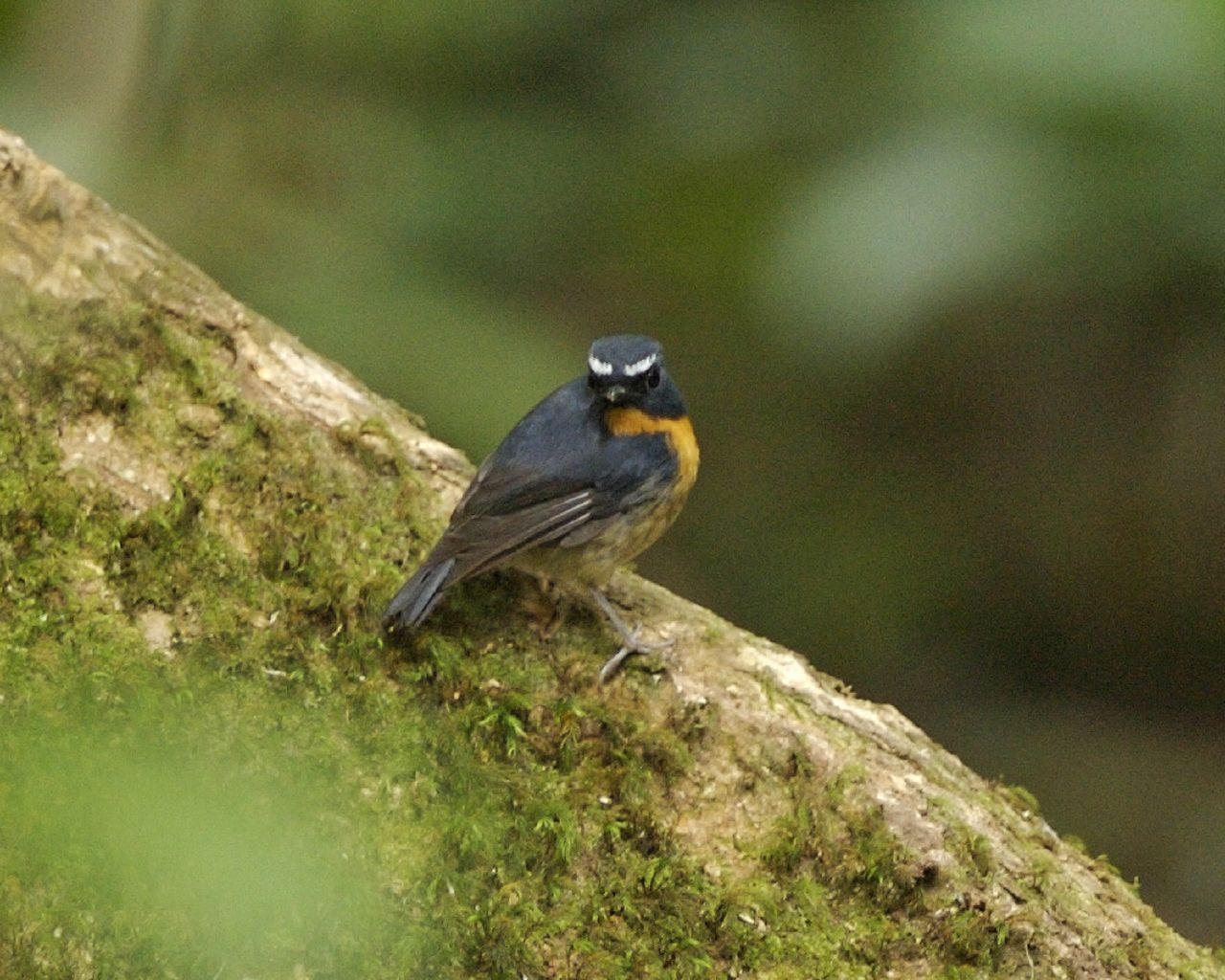